# Stazione di Little Island
La stazione di Little Island  è una fermata ferroviaria della linea Cork-Youghal a servizio di Little Island nella contea di Cork, Irlanda.

## Storia
La stazione fu aperta il 10 novembre 1859 con il nome di Island Bridge. Il 1º maggio 1862 assunse l'odierna denominazione.

## Strutture ed impianti
Il piazzale è formato da due binari di corsa della linea ferroviaria.

## Movimento
La fermata è servita da due linee del servizio ferroviario suburbano di Cork:
- la Cork Kent – Midleton;
- la Cork Kent – Cobh.

## Servizi
- Servizi igienici
- Biglietteria a sportello